# Socket AM2+
El Socket AM2+ es un zócalo de CPU diseñado para microprocesadores AMD en equipos de escritorio. Su lanzamiento, el tercer trimestre del 2007, sucedió en la misma fecha en que estaba programado el lanzamiento del Socket AM3, sustituto del Socket AM2. En cambio se optó por vender una transición entre este último y el Socket AM3. Los procesadores diseñados para trabajar con el AM2 podrán hacerlo con placas madres de Socket AM2+ y viceversa. Sin embargo, cabe aclarar que los procesadores con socket AM2, y AM2+ no son compatibles con una placa base con socket AM3.

## Diferencias con el AM2
El Socket AM2+ trae algunas diferencias que no trae el AM2:
- HyperTransport:
  - El AM2 solo soporta HyperTransport 2.0, es compatible con memorias DDR2.
  - El AM2+ soporta HyperTransport 3.0, es compatible con memorias DDR2.
  - El AM3 soporta HyperTransport 4.0, es compatible tanto con memorias DDR2 y DDR3.
- Split power planes: uno para los núcleos del CPU, el otro para la Integrated Memory controller (IMC). Esto mejorará el ahorro de energía, especialmente con los gráficos integrados si los núcleos se encuentran en modo sleep pero el IMC sigue activo.